# Агуа-Прета
Агуа-Прета (порт. Água Preta) — муниципалитет в Бразилии, входит в штат Пернамбуку. Составная часть мезорегиона Мата-Пернамбукана. Входит в экономико-статистический микрорегион Мата-Меридиунал-Пернамбукана. Население составляет 29 391 человек на 2007 год. Занимает площадь 543 км². Плотность населения — 54 чел./км².
Праздник города — 3 июля.

## История
Город основан в 1892 году.

## Статистика
- Валовой внутренний продукт на 2005 год составляет 81 683 000 реалов (данные: Бразильский институт географии и статистики).
- Валовой внутренний продукт на душу населения на 2005 год составляет 2708 реалов (данные: Бразильский институт географии и статистики).
- Индекс развития человеческого потенциала на 2000 год составляет 0,597 (данные: Программа развития ООН).